# Мануел Кафумана
Мануел Луїс Кафумана (порт. Manuel Luís Cafumana, нар. 6 березня 1999, Луанда), відомий за прізвиськом Шоу (порт. Show) — ангольський футболіст, опорний півзахисник португальського клубу «Боавішта» і національної збірної Анголи.

## Клубна кар'єра
У дорослому футболі дебютував 2017 року на батьківщині виступами за «Примейру де Агошту», в якому швидко став гравцем основного складу, допомігши команді тричі поспіль вигравати національну першість.
У липні 2019 року перебрався до Європи, уклавши п'ятирічну угоду з французьким «Ліллем», який брав гравця на перспективу і невдовзі після підписання віддав його на сезон 2019/20 в оренду до португальського клубу «Белененсеш САД».
Наступний сезон анголець розпочав в іншій португальській команді «Боавішті», до якої приєднався також на орендних умовах.

## Виступи за збірну
2017 року дебютував в офіційних матчах у складі національної збірної Анголи.
У складі збірної був учасником Кубка африканських націй 2019 року в Єгипті, де взяв участь у двох іграх групового етапу.

## Титули і досягнення
- Володар Суперкубка Болгарії (1):

«Лудогорець»: 2022
- Чемпіон Болгарії (1):

«Лудогорець»: 2022–23
- Володар Кубка Болгарії (1):

«Лудогорець»: 2022–23